# Palacio de Weißenstein
El palacio de Weißenstein (o Weissenstein) (en alemán: Schloss Weißenstein) se encuentra en Pommersfelden, cerca de Bamberg en Baviera (Alemania). Fue diseñado por Johann Dientzenhofer y Johann Lukas von Hildebrandt. El famoso Marstall (establo de lujo) fue diseño de Maximilian von Welsch. Este palacio fue edificado por Lothar Franz von Schönborn como residencia de verano y hasta el día de hoy está en posesión de la familia Schönborn. Se erigió entre 1711 y 1718 con arenisca de canteras locales.
El palacio y su parque están abiertos al público desde principios de abril hasta fines de octubre. Desde 1958, se celebran reuniones musicales del Collegium Musicum en julio y agosto, y se ofrecen conciertos en la sala de ceremonias de mármol. Finalmente, desde 2005, el parque alberga la feria «Fascinación de los Jardines» ("Faszination Garten").
El Marstall y la Orangerie albergan hoy un hotel (actualmente cerrado).
El palacio contiene la colección privada de arte barroco más grande de Alemania, con más de 600 obras. Los artistas barrocos y renacentistas están bien representados con obras de Peter Paul Rubens, Alberto Durero, Tiziano, Rembrandt y Anthony van Dyck.

## Historia

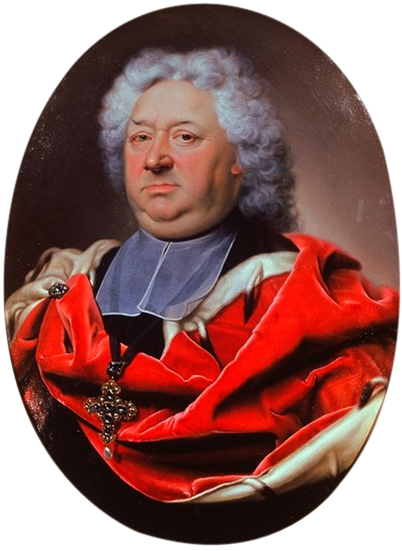
Lothar Franz von Schönborn, 1715

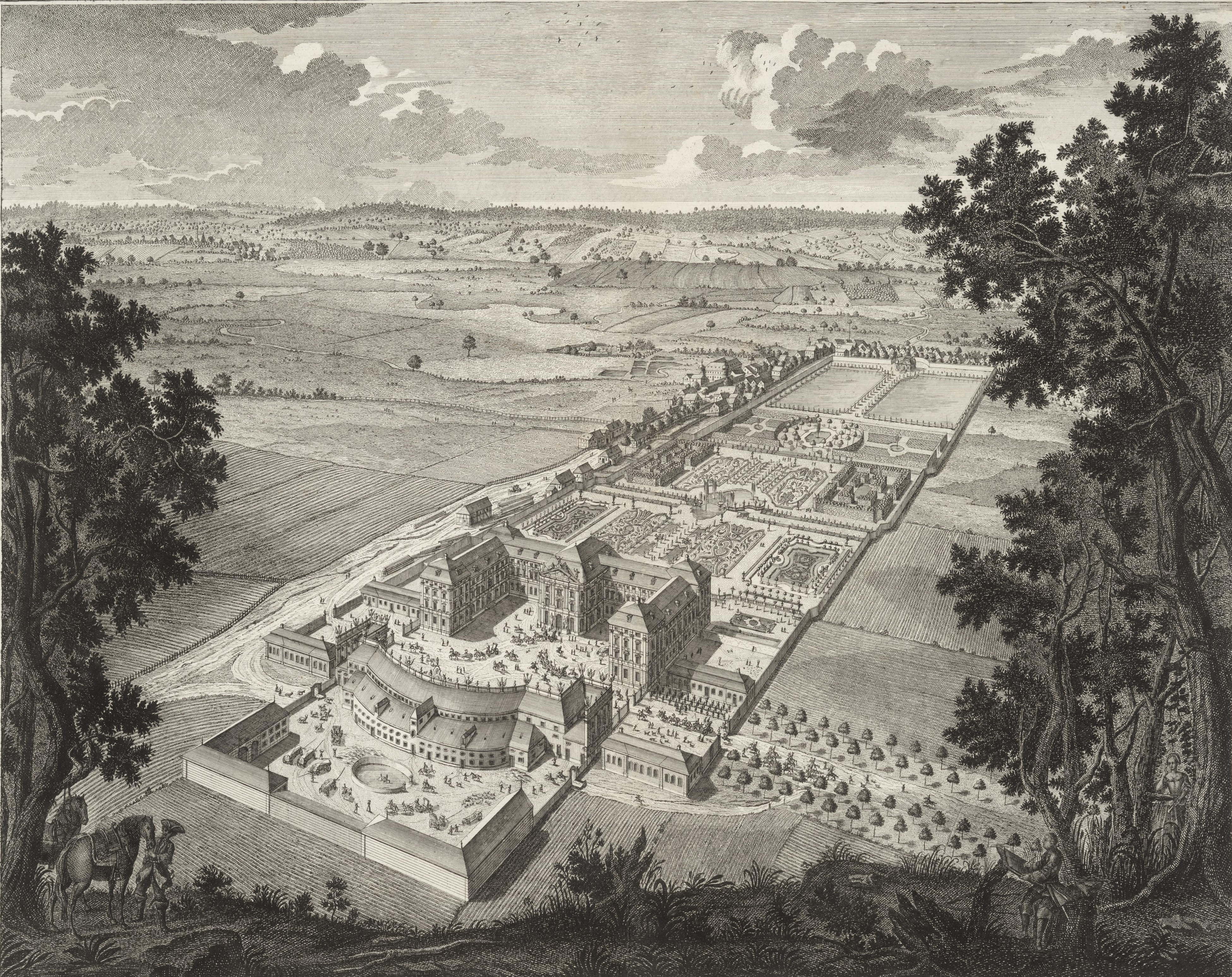
Grabado de ¿1740?

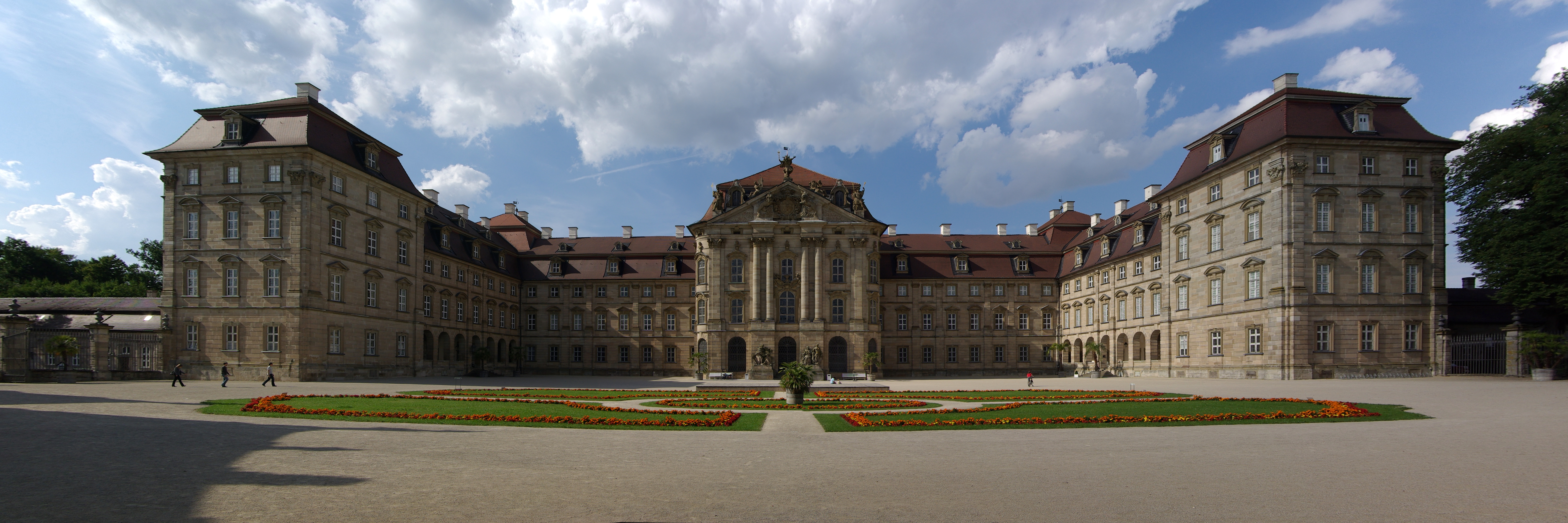
Palacio de Weissenstein, panorama del corps de logis principal

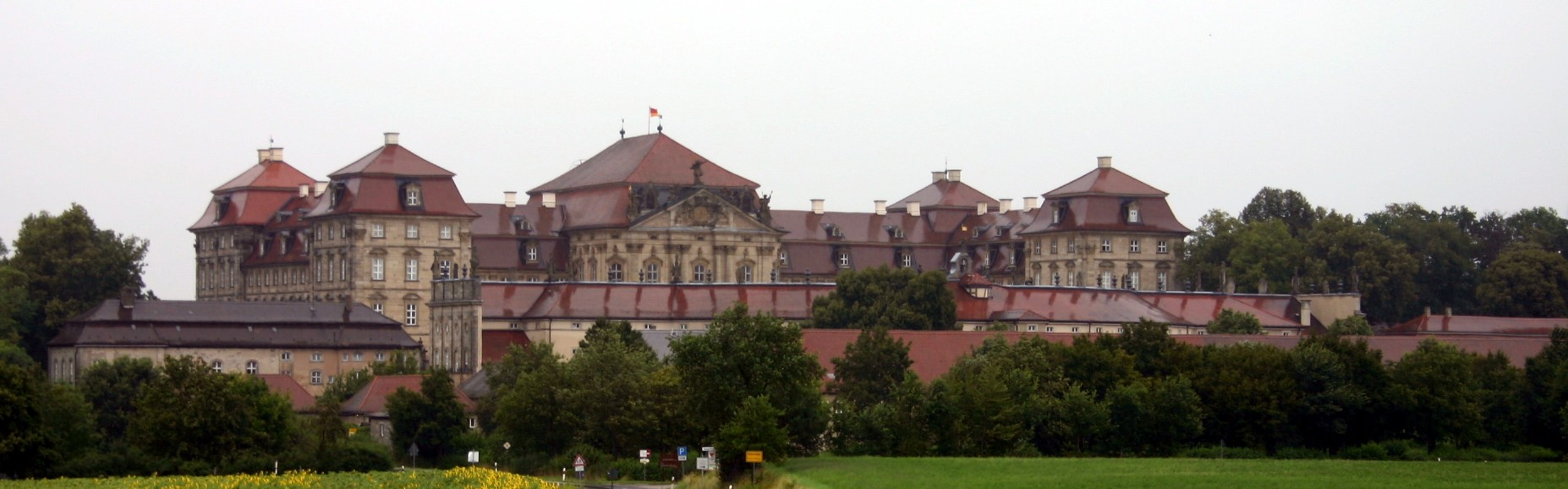
Palacio de Weissenstein desde el sur.

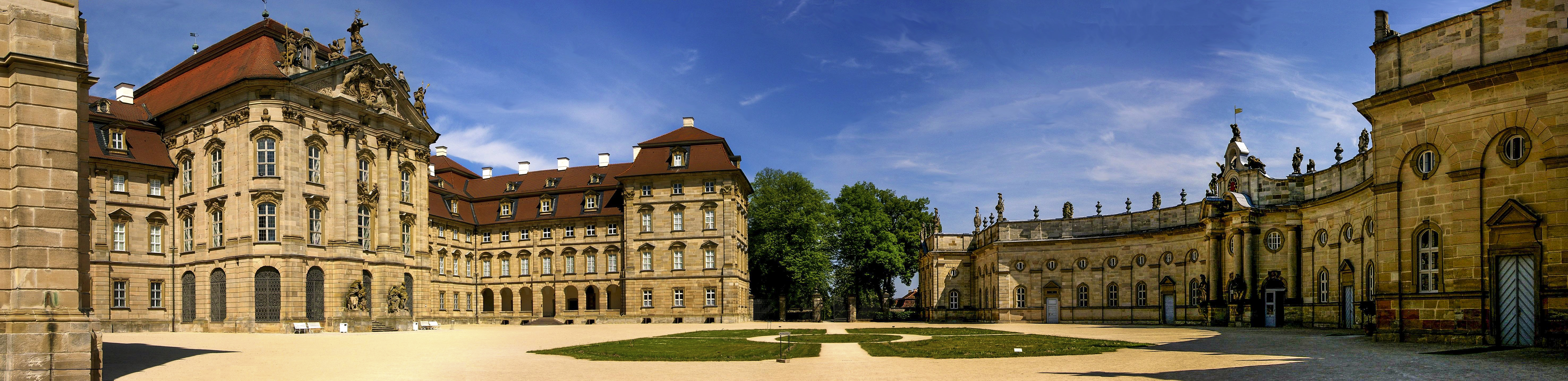
Patio interior

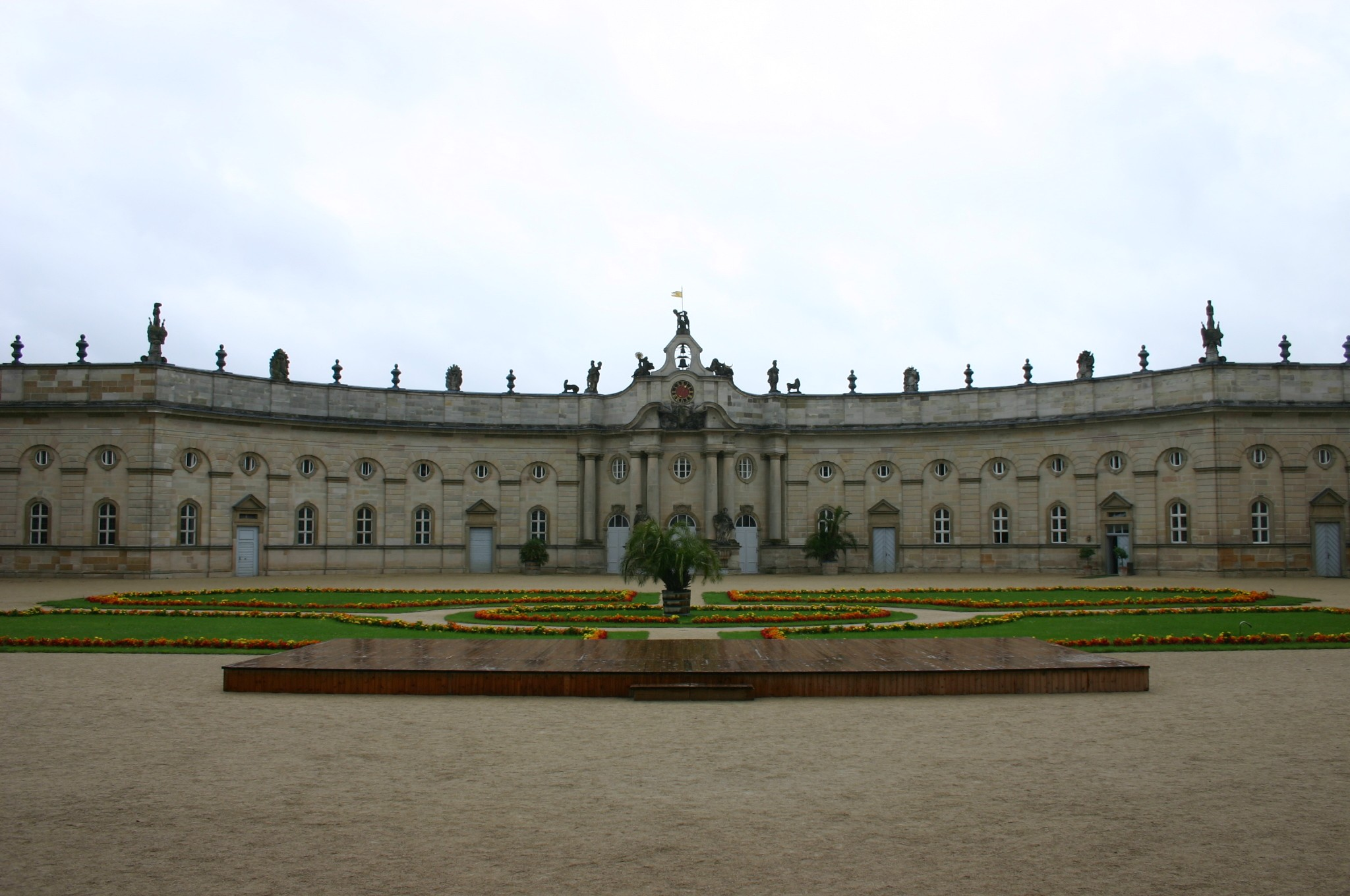
Marstall según diseño de Maximilian von Welsch (1717-1718)

En 1710, Lothar Franz von Schönborn, príncipe-obispo de Bamberg y arzobispo de Maguncia, heredó la finca después de que se extinguiese la familia local, Truchsesse de Pommersfelden. Ordenó la construcción de un palacio como residencia de verano privada, pagada con su riqueza personal. En 1711, ayudó a asegurar la elección de Carlos VI, que lo recompensó con un regalo de 100.000 gulden. Un equipo de arquitectos en el que estaban Johann Dientzenhofer, que había construido anteriormente la catedral de Fulda y la iglesia en Kloster Banz, y Johann Lukas von Hildebrandt, el arquitecto de la corte del emperador Carlos VI, trabajó en el palacio. El Marstall (establos) y el parque fueron diseñados por el propio arquitecto de la corte de Schönborn, Maximilian von Welsch. Anselm Franz von Ritter zu Groenesteyn diseñó muchas de las dependencias. El jefe de la construcción local fue el sacerdote jesuita Nikolaus Loyson (1676-1720).
El palacio fue erigido entre 1711 y 1719 a partir de materiales de piedra arenisca local, cuyo color dio lugar al nombre del palacio ("piedra blanca"). La gran escalera fue la primera estructura de este tipo construida en estilo barroco en Alemania. La decoración interior se terminó en 1723 y en ella colaboraron Johann Michael Rottmayr, Johann Rudolf Byss y Giovanni Francesco Marchini.: 6 : 229 
Al morir Lothar Franz en 1729, el palacio pasó a manos de su sobrino Friedrich Karl von Schönborn, quien amplió el parque. Sin embargo, un plan de Balthasar Neumann fue parcialmente realizado. A principios del siglo XIX, el parque se transformó desde su forma barroca original en un jardín paisajista inglés.: 78 
Durante la Guerra de los Siete Años, el palacio fue atacado y dañado por tropas prusianas. Se realizaron pequeños trabajos de restauración a fines del siglo XIX. Más recientemente, se han realizado obras de preservación entre 1975 y 2003.: 6 
El palacio de Weissenstein está ubicado en una región rural al sur de Alemania, que no tiene contaminación atmosférica industrial. Durante la restauración del palacio en 1977, las juntas de mortero fueron reparadas usando morteros de cal y cemento, y amplias zonas de la fachada fueron entonces consolidadas y tratadas con productos hidrófobos con silicona. En noviembre de 1998, el mortero tratado y no tratado fue objeto de estudio por tres científicos de la universidad de Hamburgo, para comparar la colonización microbiana y para enriquecer y aislar microorganismos del material tratado con silicona.
La sala de los espejos (Spiegelkabinett) del ebanista Ferdinand Plitzner es la sala de los espejos más antigua que se conserva completamente original.
La pinacoteca (Gemäldegalerie) contiene la colección de pintura barroca privada más grande de Alemania. Entre los más de 600 cuadros que conserva, exhibe obras de pintores renacentistas como Durero o Brueghel, manieristas (Tiziano) y barrocos, como van Dyck, Rubens, Luca Giordano y Artemisia Gentileschi.
Puede visitarse desde principios de abril hasta finales de octubre. En los meses de julio y agosto se celebran conciertos con jóvenes músicos en el vestíbulo de mármol del palacio. 

Vistas del palacio
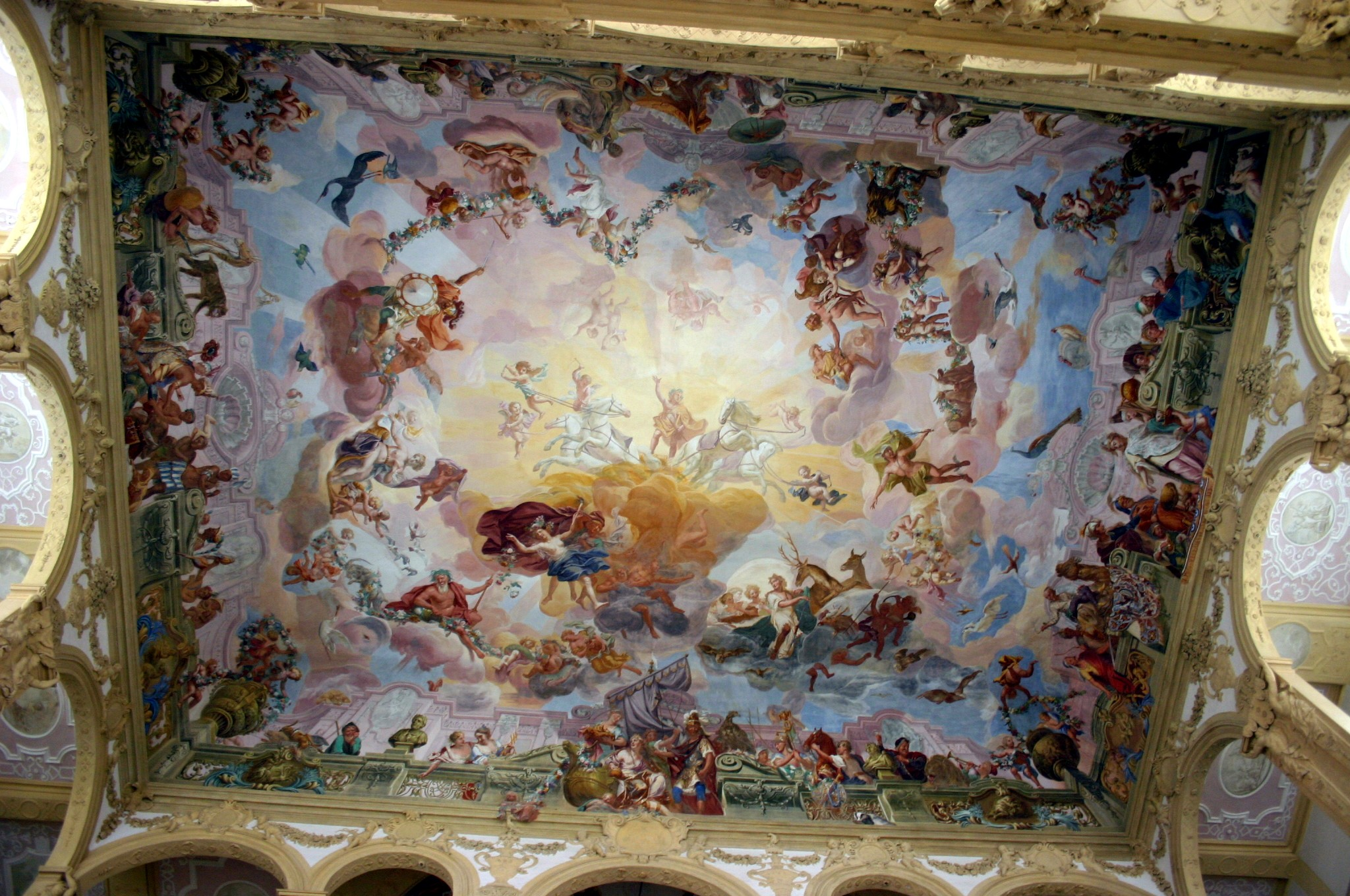
Los frescos de la escalera de honor de Jean-Rodolphe Byss (1717-1718).
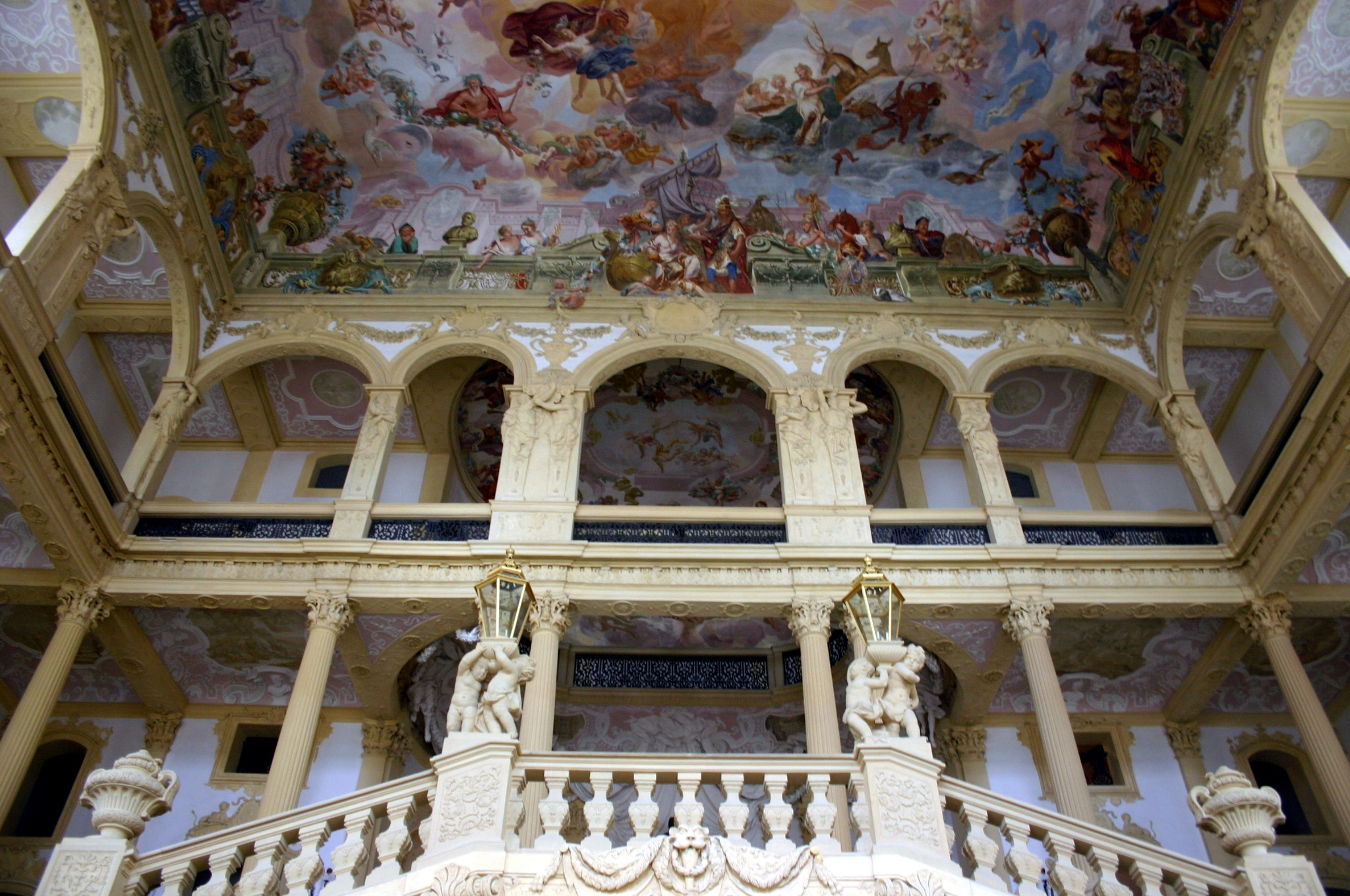
La gran escalera del palacio, construida entre 1715 y 1719.
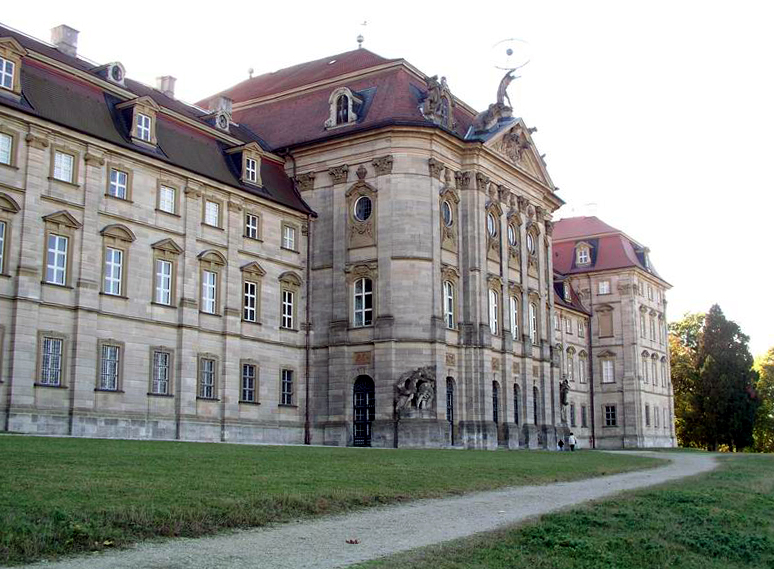
Palacio de  Weißenstein

Vistas aéreas del palacio
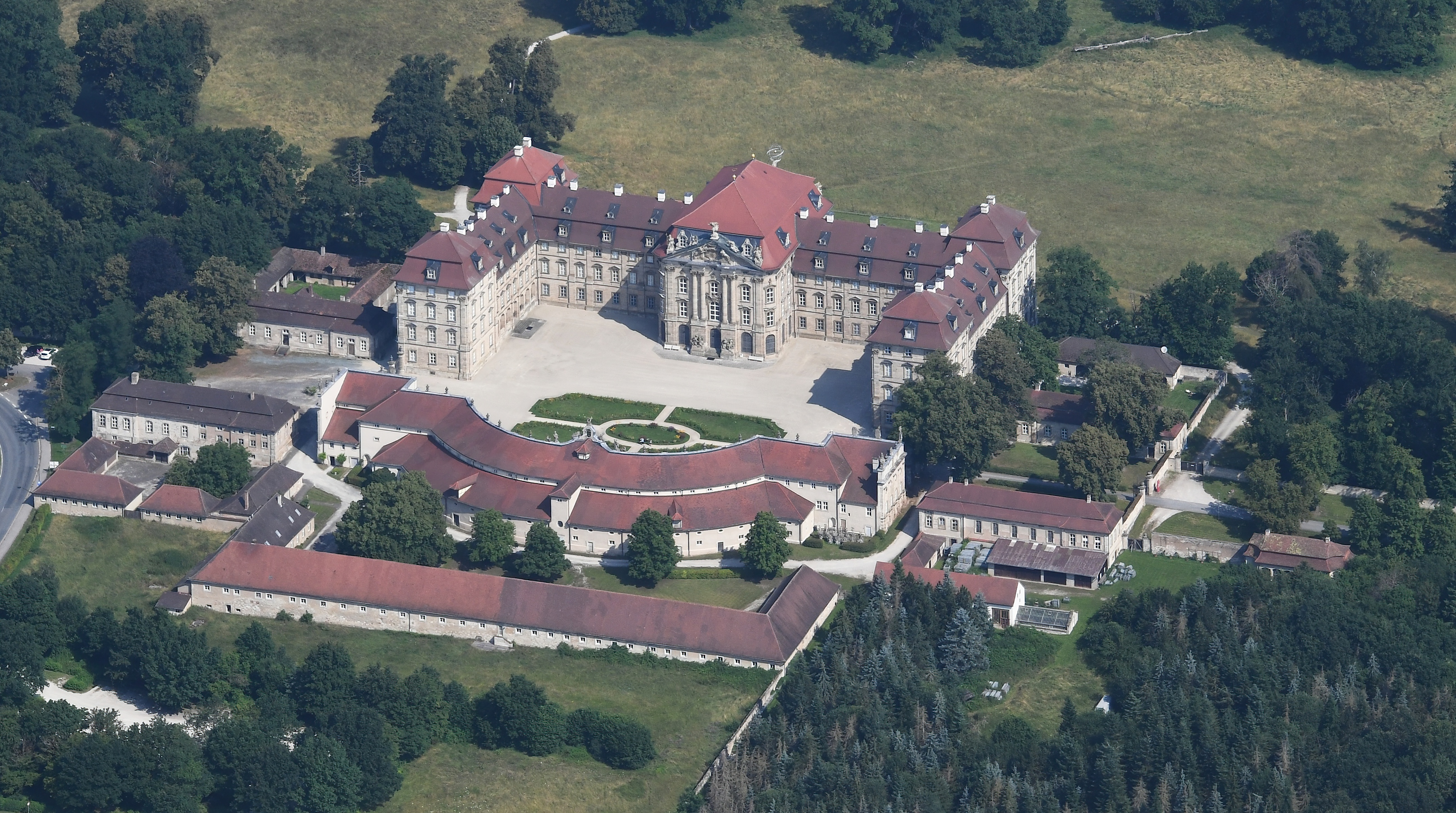
Vista desde el sur (2021)